# Хащ Бехещ
Хащ Бехещ, което означава „Осемте рая“, е бил най-луксозният дворец на Исфахан по времето на Сефевидите.
В сух град, който се намира в края на пустинята, с дълго и горещо лято, градините и водните потоци, красивите рози, сенките на дърветата, песента на птиците и славеите, играят важна роля в неговия живот.
В голяма част от иранската литература, особено в стихотворенията, градините са красива, неизменна част от живота на хората. В свещения Коран, няколко стиха от тази свята книга, разказват за рай, пълен със зелени дървета, чисти и свежи водни потоци и други благословения. Градините са малък символ на обещания рай, благодарение на река Заяндеруд, която е създала зелен пръстен в близост до пустинята.
Хащ Бехещ е построен в центъра на „Баге Болбол“ (Градината на славеят) през 1660 г. Дворецът е най-важната сграда, построена по времето на шах Сюлейман от Сефевидската династия.
Той бива декориран с нови стилове мазилка и изрисувани стъкла и огледала. Хащ Бехещ е реновиран от Фатх-Али шах от династията Каджар, през 19 век. Бил е използван като дворец-резиденция от Зеле Султан (син на Фатх-Али шах). Той обаче дори не поддържал орнаментите на двореца.
Чахар Таги е тип сасанидска и предислямска архитектура, но стилът е бил красиво развит и разширен по времето на Сефевидската династия.
През горещите летни дни, циркулацията на въздуха и вятъра, охлаждана от околните водни потоци и красивите равнини и дървета, са създавали приятна и комфортна обстановка за жителите.
Структурата има осмоъгълна форма, като това може да се види в различни части от нея.
Този двуетажен дворец, обаче е бил сериозно повреден.
Оригиналният музей е бил декориран с красиви позлатени мозайки, огледални фигури, мазилки и различни видове цветни рисунки върху тях. Особено таванът на двореца е бил украсен с разнообразие от изящни висящи декорации.
Зеле Султан пренебрегнал стойността на Сефавидските орнаменти и покритието на основните части на оригиналната декорация с гипсова мазилка и реновирал с лишен от художествен усет дизайн. За новите слоеве мазилка, е трябвало да премахнат стария слой и след това да покрият разрушения, оригинален слой, за да направят новата декорация. И така новият слой заличил стария.
Неотдавна дворецът е бил ремонтиран отново. Новите слоеве от времето на Зеле Султан са премахнати. Оригиналният слой, който е изрязан и разрушен, е възстановен.
Днес градината на двореца е превърната в обществен парк и е загубила своя оригинален облик и форма.